# Louis-Camille d'Olivier
Louis-Camille d'Olivier (Châlons-sur-Marne, 15 septembre 1827 - Paris 9e, 15 mars 1873) est un photographe et peintre français.

## Biographie
Louis-Camille d'Olivier, formé à la peinture par Léon Cogniet et Eugène Tourneux à l'École des Beaux-arts, est connu pour ses photographies de nus. 
Il ouvre en 1853 à Paris, au 18 rue de la Pépinière dans le 8e arrondissement, un studio de photographie sous le nom de Société photographique, avec un atelier de pose et de
tirage et un comptoir de vente spécialisé, dans le but entre autres, de réaliser des nus pour les peintres, en leur évitant la location, souvent onéreuse, d’un
modèle vivant,.

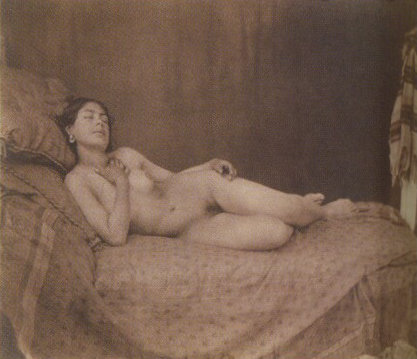
Nu allongé, 1855.

La pose de la photographie Nu allongé, a été utilisée par l'artiste britannique Richard Hamilton dans une œuvre inachevée, basée sur la nouvelle de Balzac Le Chef-d'œuvre inconnu, exposée à la National Gallery de Londres en 2012-2013 sous le nom de Balzac a, b et c,.

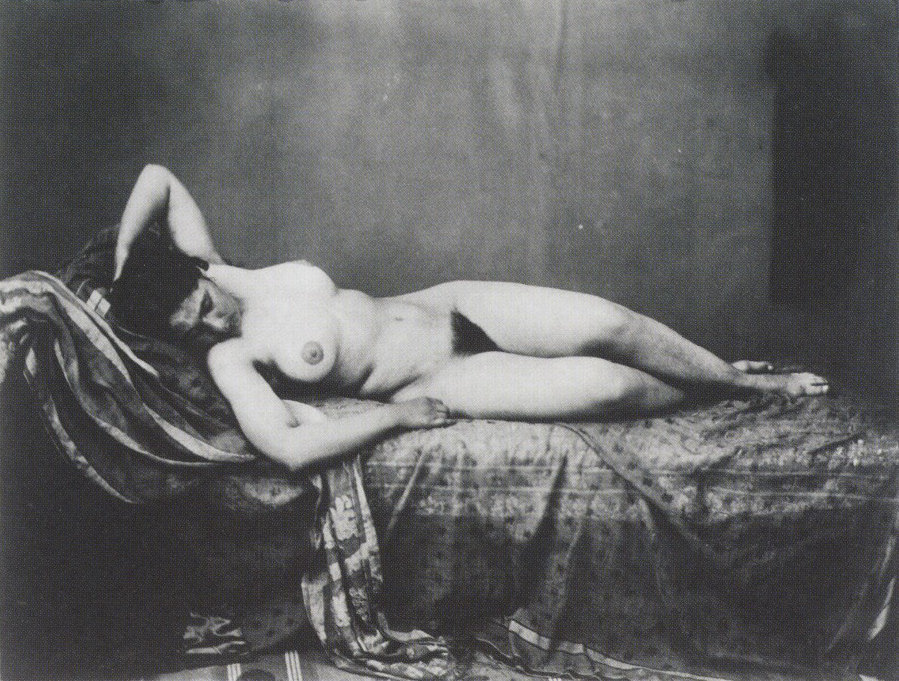
Étude de nu, 1855, impression sur papier salé à partir d'un négatif en verre au collodion.

## Collections, expositions
- George Eastman House[7].
- Bibliothèque nationale de France
- Getty Museum[8].